# Mistrzostwa Afryki w Wielobojach Lekkoatletycznych 2016
Mistrzostwa Afryki w Wielobojach Lekkoatletycznych 2016 – zawody sportowe, które odbyły się 2 i 3 kwietnia w Réduicie na Mauritiusie. Impreza była drugą w cyklu IAAF Combined Events Challenge w sezonie 2016.

## Rezultaty
|                        | 1. miejsce        | Rezultat  | 2. miejsce    | Rezultat  | 3. miejsce    | Rezultat     |
| Dziesięciobój mężczyzn | Guillaume Thierry | 7481 pkt. | Michele Calvi | 7305 pkt. | Fabrice Rajah | 7020 pkt. PB |
| Siedmiobój kobiet      | Marthe Koala      | 5771 pkt. | Mari Klaup    | 5584 pkt. | Bianca Erwee  | 5378 pkt.    |